# Ектоін
Ектоін — природна речовина, входить у групу сумісних розчинів. Окрім іншого, ектоін виробляється галофільними (солелюбними) бактеріями. Таким чином ці бактерії захищаються від екстремальних умов навколишнього середовища, наприклад, від сильних температурних коливань, високої концентрації солей, висихання та УФ-проміння. Завдяки цьому екстремофільні організми можуть виживати в стресових умовах.

## Поширення в природі
Ектоін — один з найбільш широко розповсюджених сумісних розчинів. Вперше був виявлений в пурпуровій бактерії Halorhodospira halochloris (попередня назва Ectothiorhodospira halochloris, звідси походить назва ектоін), яка походить з соляного озера в Ваді-Ель-Натрун, Єгипет (Скитська пустеля). Сьогодні відомо, що ектоін міститься в більшості грамнегативних і грампозитивних бактерій.
Для компенсації осмолітичного ефекту при високих концентраціях солей і для запобігання втрати води ці екстремофільні бактерії виробляють і цитоплазмі ектоін, інколи в дуже високих концентраціях. При цьому, з одного боку, ектоін використовується для регулювання осмотичного стресу, з іншого боку, він захищає і стабілізує білки, ферменти, нуклеїнові кислоти і клітинні мембрани, не проникаючи в обмін речовин бактерій.

## Одержання
Ектоін одержують в процесі ферментації, хімічним і ферментативним способом. В промислових масштабах на сьогоднішній час ектоін виробляється в процесі ферментації. Для цього використовується специфічний штам галофільних бактерій Halomonas elongata, які раніше не піддавались змінам методом генної інженерії. Очистка виконується за допомогою мікро/ультрафільтрації, електродіалізу і хроматографії. Виробництвом ектоіну в промислових об'ємах займається компанія «bitop AG», яка розташовується у м. Віттен, Німеччина.

## Застосування
Ектоін застосовується в продуктах медичного призначення і в косметиці. Ефект, який ектоін здійснює на бактерії, можна застосовувати на людській шкірі, слизових оболонках і ліпідах. Так само як і в бактеріях, ектоін стабілізує природну структуру біополімерів, таких як білки, нуклеїнові кислоти і біомембрани, а також захищає шкіру від шкоди, якої завдають такі фактори стресу як УФ-випромінювання, сухість, тонкий пил та алергени, зменшує вже завдану шкоду.
Окрім того, ектоін також застосовується для стабілізації біологічно активних субстанцій, наприклад, білків, нуклеїнових кислот і клітин. За допомогою ектоіну біологічно активні речовини отримують захист в процесі зберігання (наприклад, заморожування/розморожування), а антитіла і ферменти стабілізуються в основних розчинах і розведених робочих розчинах (наприклад, ПЛР).

## Механізм дії
Механізм фізичної дії ектоіну дуже добре відомий. Особливість ектоіну полягає в тому, що він обгортає себе і сусідні білки або кліткові мембрани шаром води (preferential exclusion). Численні академічні дослідження довели, що цей шар води є дуже стабільним. Сам ектоін не утворює сполуки з протеїнами, а також не може проникати у клітини. Завдяки утворенню шару води ектоін стабілізує кліткові мембрани і ліпіди, покращує їхню рухливість. Протеїни стабілізуються у своїй природній структурі.

## Застосування в продуктах медичного призначення
Клінічні дослідження довели, що поряд зі стабілізуючою дією, яку ектоін здійснює на біомолекули, він також має протизапальні властивості. З огляду на це в медичній промисловості ектоін застосовується в препаратах проти подразнення і запальних захворювань шкіри та слизових оболонок. Сюди належать такі захворювання як застуда, алергія, захворювання дихальних шляхів, сухість носа і очей, мукозит, свербіж або запалення зовнішнього слухового проходу, а також запальні шкірні захворювання, наприклад, нейродерміт, псоріаз та екзема.
В аптеках Німеччини можна придбати такі ектоін-місткі спреї для носа, очні краплі або креми:
- Спрей для носа: Olynth® Ectomed, Johnson & Johnson
- Очні краплі: Hylo® Protect, Ursapharm
- Крем: Ectoin® Dermatitis Cream 7%, Merusal Health Care, MedEctoin® Syxyl, Syxyl/Klosterfrau

В аптеках Швейцарії продаються такі медичні препарати:
- Спрей для носа: Triofan® від сінної нежиті, Triofan® Naturel
- Очні краплі: Triofan® від сінної нежиті
- Крем: Sanadermil® EctoinAcute Creme, Sanadermil® EctoinCare Creme

В аптеках України можна придбати очні краплі, що містять ектоін:
- Очні краплі: EYE-t® Ektoin, Farmaplant
- Очні краплі: EYE-t® Ektoin Pro, Farmaplant

В аптеках Грузії продаються очні краплі EYE-t® Ektoin, Farmaplant.

## Ектоїн в офтальмології
У ході клінічних досліджень, які проводилися в Німеччині, було доведено, що очні краплі із вмістом 2% розчину ектоїну можуть безпечно застосовуватися пацієнтами з алергічним кон'юнктивітом. За оцінкою пацієнтів, переносимість цих препаратів була такою ж гарною, як і препаратів з азеластином, а незначна кількість небажаних явищ відображає добрий профіль безпеки використаних методів лікування. Краплі для очей із меншим вмістом ектоїну активно застосовуються для лікування синдрому сухого ока.

## Протипоказання
При підвищеній чутливості до ектоіну ектоін-місткі препарати застосовувати заборонено.

## Небажана дія лікарських засобів
Ектоін-місткі препарати характеризуються хорошою переносимістю. На сьогоднішній час відсутні дані щодо повторного виникнення чи стійкої дії побічних ефектів.